# شهرستان سوادکوه شمالی
شهرستان سوادکوه شمالی در سال ۱۳۹۲ به مرکزیت شهر شیرگاه در شهرستان سوادکوه ایجاد شد. سوادکوه شمالی از ترکیب بخش‌های نارنجستان و مرکزی در تابعیت استان مازندران است.

## موقعیت جغرافیایی
شهرستان سوادکوه شمالی از سمت شمال با شهرستان قائمشهر، از سمت جنوب با شهرستان سوادکوه، از سمت غرب با شهرستان بابل و از سمت شرق با شهر ساری همسایه است.